# Aimophila stolzmanni
Aimophila stolzmanni é uma espécie de ave da família Emberizidae.
Pode ser encontrada nos seguintes países: Equador e Peru.
Os seus habitats naturais são: florestas secas tropicais ou subtropicais e matagal árido tropical ou subtropical.